# Aleksandr Gicełow
Aleksandr Wadimowicz Gicełow (ros. Александр Вадимович Гицелов, ur. 4 marca 1963 w Moskwie) – rosyjski piłkarz grający na pozycji pomocnika.

## Kariera piłkarska
Aleksandr Gicełow karierę piłkarską rozpoczął w 1981 roku w Rostsielmaszu Rostów nad Donem, w którym grał do 1988 roku grając w 249 meczach i strzelając 90 goli w lidze. Następnie przeszedł do Torpedo Moskwa, w barwach którego zadebiutował w radzieckiej ekstraklasie oraz dwukrotnie dotarł do finału Pucharu ZSRR (1989, 1991). W klubie występował do 1991 roku i w jego barwach rozegrał w radzieckiej ekstraklasie 53 mecze i strzelił 7 goli.
Następnie w sezonie 1991/1992 reprezentował barwy Zagłębia Lubin, grając w 24 meczach i strzelając 2 gole w ekstraklasie.
Potem na krótko wrócił do Torpedo Moskwa, a następnie wyjechał do Szwecji grać w klubach: Östers IF (1992–1994), IFK Luleå (1994–1995), Rottne/Åby IF (2002), FK Älmeboda/Linneryd (2003–2005), Bergendahlska IF (2008) i FC Växjö, gdzie w 2009 roku zakończył piłkarską karierę.

## Kariera trenerska
Aleksandr Gicełow po zakończeniu kariery piłkarskiej rozpoczął karierę trenerską. Trenował m.in. szwedzki Kalmar FF.

## Życie prywatne
Aleksandr Gicełow prywatnie jest Piotra Gicełowa - również piłkarza.

## Sukcesy piłkarskie

### Torpedo Moskwa
- Finał Pucharu ZSRR: 1989, 1991